# Buvika
Buvika ist ein Ort in Norwegen und gehört zur Kommune Skaun in Trøndelag. Buvika liegt am Gaulosen, einem Seitenarm des Trondheimsfjords, etwa 3,5 km von der Mündung des Flusses Gaula entfernt. Buvika befindet sich in der Mitte zwischen den Orten Børsa und Leinstrand. Die Postleitzahl des Ortes ist 7350. Das Dorf war das Verwaltungszentrum der ehemaligen Kommune Buvik. Die Buvik kirke steht im Dorf.
Zusammen mit Ilhaugen bildet es die Tettsted (Ortschaft) Buvika/Ilhaugen. Die größten Wohngebiete von Buvika sind Ilhaugen, Brekka, Lereggen und Havenget.
Buvika hat in letzter Zeit ein starkes Bevölkerungswachstum verzeichnet. Durch die Europastraße E39 hat der Ort eine gute Infrastruktur, was den Zuzug in den Ort selbst und die Kommune Skaun verstärkt. Von Vorteil erweist sich auch die Nähe zu Trondheim mit etwa 22 km Entfernung. Buvika/Ilhaugen hat nur wenige eigene Arbeitsplätze. Viele Einwohner pendeln daher zu Arbeitsstellen in den umliegenden Orten.
Bis zum 1. Januar 1965 war Buvika ein Teil Kommune Buvik.
Bei dem Unternehmen Piene Mølle in Buvika gab es von 1913 bis 1914 einen harten Arbeitskampf mit einem größeren Streik, bei dem der Gewerkschaftsführer Marius Folstad von dem Streikbrecher Alf Egset erschossen wurde. Der Vorfall war später die Grundlage für das dramatische Theater- und Musikstück Skottet i Buvika (Erschossen in Buvika) von Idar Lind (Text) und Knut Anders Vestad (Musik), das am 1. Mai 2008 im Trøndelag Teater in Trondheim uraufgeführt wurde.